# Уотсон, Винс
Винс Уотсон (англ. Vince Watson, родился 9 декабря 1974 года, Йоркшир) — шотландский детройт-техно-музыкант, продюсер и диджей, учредитель лейбла Bio Music.

## Биография

### Детство и становление
Винс Уотсон увлёкся электронной музыкой в семилетнем возрасте. Сначала последовали отличные отметки по музыке в школе, потом наступила пора увлечения хип-хопом и ранним хаусом, ну а позднее внимание Винса привлекли элементы электронного и индустриального саунда. Карьера Уотсона началась в местной школьной дискотеке, которая нуждалась в диджее на танцах по выходным. Винс быстро сообразил, что с его выдающимся набором пластинок, выгодно отличавшим владельца от любого местного начинающего диджея, стоит задуматься о серьёзной профессиональной работе.
В 1987—1988 гг., когда хаус-музыка заявила о себе во всеуслышание, юный Винс сразу же стал экспериментировать с музыкой, лежащей за пределами модных новинок, а именно с детройтским техно и прочей продвинутой электроникой. С началом 90-х произошли и изменения в технологии создания музыки, с которыми Уотсон знакомился в Глазго, будучи студентом Королевской Академии Искусств, музыки и драмы. Там он обучался на отделении музыкальных технологий, параллельно изучая игру на фортепиано.

### Первые альбомы
По завершении обучения в 1993 году, Винс загорелся идей выпуска собственной пластинки, на что потратил два года. Именно такое время понадобилось для того, чтобы собрать необходимое для реализации появившихся идей оборудование. Наконец, в 1995 году первые сырые демозаписи были отправлены для ознакомления различным лейблам, и каково же было удивление Винса, когда сам Dave Angel предложил ему контракт на собственном лейбле Rotation. Переполненный эмоциями, Уотсон почувствовал, что не за горами начало желанной работы в области серьёзной музыки, к чему он всегда и стремился. И действительно, именно эта пластинка, озаглавленная Innovations, первой способствовала появлению его имени на мировой карте техно-музыки.
Выпустив ещё несколько треков на разных лейблах, Уотсон начал играть как диджей в клубе The Arena в родном Глазго. Спустя короткое время в этом клубе начали проходить регулярные вечеринки Rotation Monthly того самого лейбла, где вышел первый релиз Винса, и сам маэстро Dave Angel пригласил его играть на них вместе с собой в компании эксклюзивных гостей. Впоследствии эти вечеринки стали еженедельными, и на них отметились такие авторитетные исполнители, как Jeff Mills, Miss Djax, Kenny Larkin и Luke Slater.

### Годы техно-хауса
Наступил 1997 год, и, концентрируясь на студийной работе, Винс Уотсон продолжил формирование собственного саунда. Все началось с пластинки Omid '16b' Nourizadeh, выпущенной на Alola Records и продолжилось полноценным дебютным альбомом Biologique, который и стал катализатором новинки 1999 года — стиля, названного «техно-хаус». Композиция «Mystical Rhythm» получила популярность в электронно-музыкальном сообществе и хорошо продавалась в виде сингла.
В 2003 году Винс выпустил второй полноформатный альбом Moments in Time на легендарном нью-йоркском хаус-лейбле Ibadan, и вновь результат превзошёл все ожидания. Тираж диска разошёлся тысячами копий, Винс ворвался на японский рынок и моментально покорил его, а сама пластинка ещё раз показала, как широка палитра стилей, которыми оперирует Уотсон

### Bio Music
В 2000 году Винс реализует себя в издательском бизнесе, основывая собственный лейбл Bio Music. Первыми выпущенными на нём релизами стали записи самого хозяина, выступившего под псевдонимом Nico Awtsventin (что является анаграммой его настоящего имени). За прошедшие годы компания Bio Music приобрела статус одного из самых авторитетных и стабильных техно-лейблов, основывающихся, прежде всего не на количестве, а на качестве. Материал, выпущенный на Bio Records, играют все мастера техно-музыки, а лицензионные соглашения подписаны с лейблами таких столпов жанра, как Carl Cox и группа Global, а также Laurent Garnier и Excess Luggage Compilation. Среди артистов, выпустивших релизы на лейбле Bio Records: Ben Sims, Steve Rachmad, Joris Voorn, Deetron, Misstress Barbara, Joel Mull, Mark Broom, Paul Mac, Envoy, Jerome и 65d Mavericks.

### Взгляд в прошлое
Позднее, Уотсон предпринимал попытки вдохнуть новую жизнь в электронную нетанцевальную музыку, традиционно именуемую Electronica. По впечатлением от творчества проектов The Black Dog и Basic Channel, Винс выпустил свой третий альбом Sublimina на лейбле Headspace в Глазго. Это была наиболее цельная его работа на тот момент, и количество положительных отзывов от музыкальных критиков превысило ожидания. Параллельно третьему альбому Винс издал пластинку Fragments на лейбле Native (который основал Ben Sims, выпускавшийся у самого Уотсона на Bio Music), содержавшую квинтэссенцию тогдашних актуальных стилей электронной музыки и также собравшую самые теплые отклики.

### Следующие шаги
2004-й стал для Винса годом успеха на легендарном лейбле Fcom. Уже первый релиз Pure Innersense стал хитом продаж, а за ним последовали ещё два не менее успешных сингла в 2005—2007 годах. Все три пластинки принесли немало доходов издавшему их Fcom в силу огромной востребованности для лицензирования по всему миру. Музыка Винса Уотсона была так или иначе выпущена на всех главных техно-лейблах.
В 2004 году Уотсон записал мини-альбом для исторического детройтского лейбла Transmat. Он не был выпущен своевременно и увидел свет лишь спустя несколько лет, однако пользовался большим успехом в Японии. В 2007 году для лейбла Planet E знаменитого Carl Craig был записан мини-альбом Renaissance EP.

### Лейблы
Четвёртый альбом Винса Уотсона, озаглавленный Echoes from the Future: View to the Past увидел свет в мае 2006 года на Bio Music. Он был записан полностью с помощью Ableton Live, при этом были применены звуковые библиотеки всех предыдущих релизов в каталоге лейбла. Материал для альбома отбирался в ходе двухлетнего концертирования по всему миру, при этом часть треков была выпущена исключительно на виниловых синглах-семплерах.
В 2004 году Винс основывает ещё один лейбл Subconscious Elements в дополнение к уже существующему Bio Music. Идей для нового лейбла стал выпуск более чувственной электронной музыки, при этом основу для выпуска первых релизов стал материал таких артистов как Carsten Fietz, Noah Pred, Audibelle и Paul Mac. Старт новой компании произошёл с заметным успехом. Например, музыка Paul Maca стала часто игралась в сэтах François K, Derrick May и Laurent Garnier.
Позднее Subconscious Elements превратился в Bio Elements, стал специализироваться только на сетевых релизах, а через некоторое время вместе с Bio Music прекратил свою работу. Вся их продукция лейбла осталась представлена в магазине iTunes и прочих крупных сетевых музыкальных ресурсах.

## Альбомы
- Biologique (1999, Alola)
- Moments In Time (2002, Alola)
- Echoes From The Future: View To The Past (2005, Bio Music)
- Sublimina (2005, Headspace)
- The eMotion Sequence (2006, Delsin)
- Every Soul Needs a Guide (2012, Everysoul)